# سیانید روی

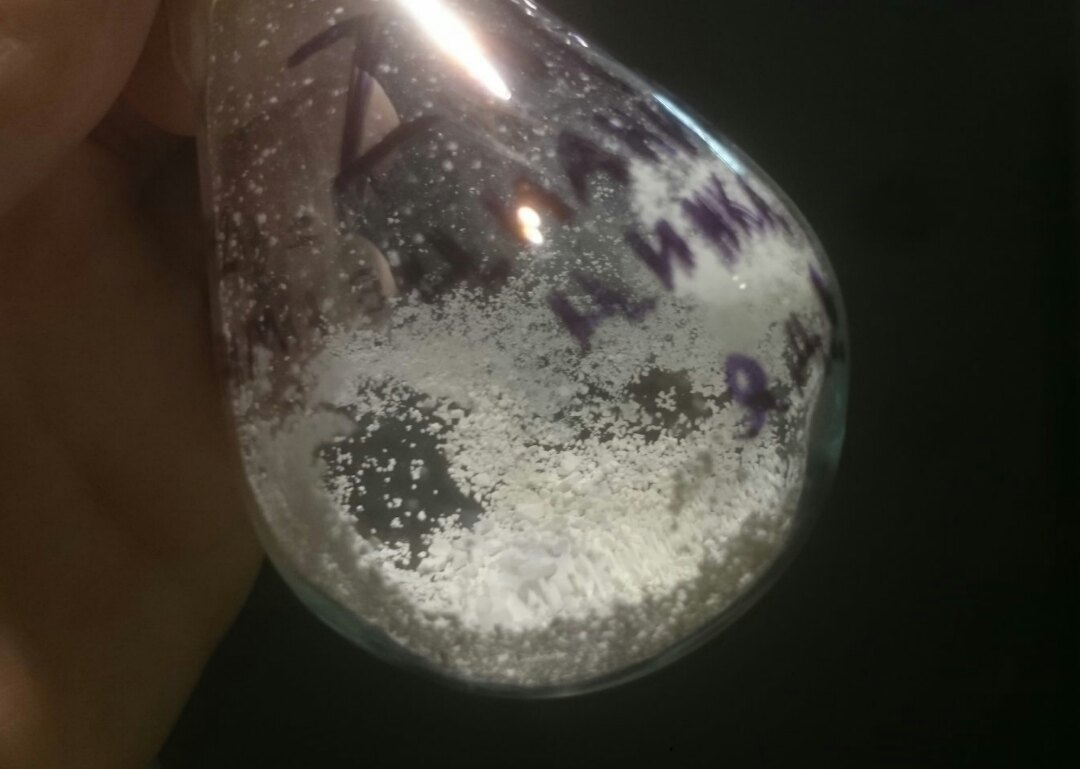
شکل ظاهری زینک سیانید (سیانید روی)

سیانید روی (به انگلیسی: Zinc cyanide) با فرمول شیمیایی C۲N۲Zn یک ترکیب شیمیایی با شناسه پاب‌کم ۱۱۱۸۶ است. که جرم مولی آن ۱۱۷٫۴۴۴ g/mol می‌باشد. شکل ظاهری این ترکیب، پودر سفید است.